# Liste der Naturdenkmale in Neckartailfingen
| Naturdenkmale | Anzahl |
| ------------- | ------ |
| FND           | 7      |
| END           | 2      |
| Gesamt        | 9      |

Die Liste der Naturdenkmale in Neckartailfingen nennt die verordneten Naturdenkmale (ND) der im baden-württembergischen Landkreis Esslingen liegenden Gemeinde Neckartailfingen. In Neckartailfingen gibt es insgesamt neun als Naturdenkmal geschützte Objekte, davon sieben flächenhafte Naturdenkmale (FND) und zwei Einzelgebilde-Naturdenkmal (END).
Stand: 30. Oktober 2016.

## Flächenhafte Naturdenkmale (FND)
| Name                                                             | Bild | Kennung     | Einzelheiten     | Position | Fläche Hektar | Datum         |
| ---------------------------------------------------------------- | ---- | ----------- | ---------------- | -------- | ------------- | ------------- |
| Baiersbach mit angrenzenden Feuchtgebieten                       | BW   | 81160412610 | Neckartailfingen | ⊙        | 3,9           | 20. Feb. 1995 |
| Feldhecke und Feuchtwiese im Gewann Kalkofen                     | BW   | 81160412605 | Neckartailfingen | ⊙        | 0,9           | 20. Feb. 1995 |
| Feuchtwiese im Gewann Altdorfer Halde                            | BW   | 81160412606 | Neckartailfingen | ⊙        | 0,4           | 20. Feb. 1995 |
| Hecken und Feldgehölz im Gewann Eichhalde                        | BW   | 81160412609 | Neckartailfingen | ⊙        | 0,7           | 20. Feb. 1995 |
| Kopfweiden und Feldhecke                                         | BW   | 81160412607 | Neckartailfingen | ⊙        | 0,1           | 20. Feb. 1995 |
| Neckaraltarm mit Wasserfläche                                    | BW   | 81160412601 | Neckartailfingen | ⊙        | 0,8           | 25. Aug. 1983 |
| Wasserfläche mit Ufergehölz im Gewann Aileswasen (Aileswasensee) |      | 81160412604 | Neckartailfingen | ⊙        | 4,0           | 25. Aug. 1983 |
| Legende für Naturdenkmal                                         |      |             |                  |          |               |               |

## Einzelgebilde (END)
| Name                     | Bild | Kennung     | Einzelheiten     | Position | Fläche Hektar | Datum         |
| ------------------------ | ---- | ----------- | ---------------- | -------- | ------------- | ------------- |
| 1 Eiche                  | BW   | 81160412602 | Neckartailfingen | ⊙        | 0,0           | 25. Aug. 1983 |
| 1 Linde Lutherlinde      |      | 81160412603 | Neckartailfingen | ⊙        | 0,0           | 25. Aug. 1983 |
| Legende für Naturdenkmal |      |             |                  |          |               |               |